# Východoevropská informační agentura
Východoevropská informační agentura (VIA) bylo sdružení disidentů v bývalém sovětském bloku, které se snažilo poskytovat nezávislý zpravodajský servis. Oficiálně byla VIA ustavena 20. prosince 1988. Československé opoziční prostředí zastupovali Petr Pospíchal, Petr Uhl a Jan Urban, v Budapešti Géza Buda, v Moskvě Alexandr Podrabinek a Tamara Kaluginovová a v Polsku pak především Wojciech Maziarski. Sdělení o práci této agentury podepsalo 14 nezávislých novinářů z Československa, Maďarska, Polska a SSSR.
Na konci osmdesátých let se pravidelné zprávy VIA staly pro zahraniční média, zvláště pro mnichovské Rádio Svobodná Evropa, významným zdrojem informací o situaci ve východní Evropě. VIA se nejvíce „proslavila“ 18. listopadu 1989, když jejím jménem podal Petr Uhl zprávu agentuře Reuters a Rádiu Svobodná Evropa. Zpráva se týkala údajné smrti studenta Martina Šmída při brutálním zákroku policie předchozího dne proti pokojnému shromáždění na Národní třídě.
VIA vydávala své zprávy až do poloviny roku 1990. Čeští zástupci VIA také překládali zprávy polské, maďarské a sovětské pobočky. Dne 19. července 1990 byl pod stejným názvem zaregistrován spolek, který vstoupil do likvidace 6. ledna 2021. Sbírku dokumentů spravuje Československé dokumentační středisko Národního muzea.